# Circourt-sur-Mouzon
Circourt-sur-Mouzon ist eine französische Gemeinde im Département Vosges in der Region Grand Est. Sie gehört zum Arrondissement Neufchâteau und zum Gemeindeverband Ouest Vosgien. 

## Geografie
Die Gemeinde Circourt-sur-Mouzon liegt auf ca. 340 m über dem Meer in einer Flussschleife des Mouzon, etwa sieben Kilometer südlich von Neufchâteau. Sie grenzt im Norden an Rebeuville, im Nordosten an Certilleux, im Osten an Tilleux, im Südosten an Landaville, im Süden an Jainvillotte, im Südwesten an Pompierre, im Westen an Bazoilles-sur-Meuse und im Nordwesten an Neufchâteau.

## Bevölkerungsentwicklung

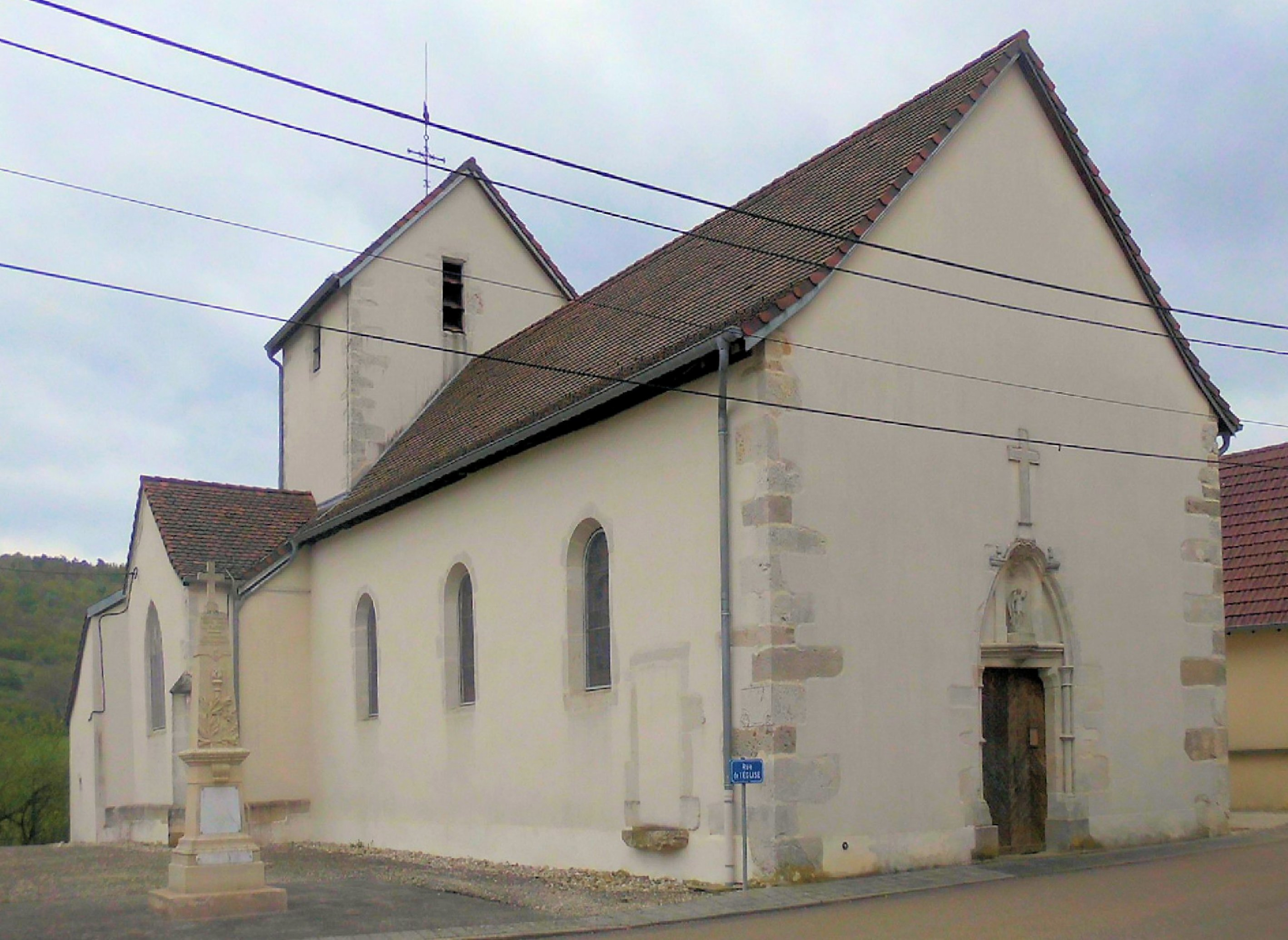
Kirche Saint-Michel

| Jahr                       | 1962 | 1968 | 1975 | 1982 | 1990 | 1999 | 2008 | 2020 |
| Einwohner                  | 213  | 203  | 219  | 224  | 230  | 232  | 220  | 185  |
| Quellen: Cassini und INSEE |      |      |      |      |      |      |      |      |